# Agnes Hanson-Hvoslef
Agnes Hanson-Hvoslef (Christiania, 4 april 1883-2 april 1970) was een Noors operadiva.

## Achtergrond
Agnes Eveline Marie Hanson werd als vermoedelijk derde kind geboren binnen het gezin van landmeetkundige en politiechef Stener Johannes Hanson (1846-1917) en Agnes Dorthea Amundsen (geboren 1856). Ze huwde op 23 mei 1914 met arts en apothekerszoon Hans Alfred Riddervold Hvoslef (1873-1933). In 1951 werd ze onderscheiden met de Kongens Fortjenstmedalje.

## Zangcarrière
Zij studeerde vanaf 1898 bij Emanuela Schrøder in Kopenhagen, Ellen Gulbranson en Nina Hagerup in Oslo en Amalie Materna in Bayreuth. In Kopenhagen gaf zo ook een van haar eerste optredens in 1901. Haar debuut vond plaats op 18 januari 1905 in Oslo. Ze zong even later een rol in Aida, later volgde ook Carmen in het Nationaltheatret. Haar debuut in Bayreuth vond plaats in 1906 in een kleine rol in Parsifal. Gedurende het seizoen 1913/191/4 maakte ze deel uit van het operagezelschap van Dessau en zong daar al rollen in Richard Wagners opera’s Tannhäuser en Lohengrin. Ze was in 1914 en 1924 te zien in en te horen in Bayreuth in de rollen van Fricka (Das Rheingold, Die Walküre) en Gutrune (Götterdämmerung). Ze zong verder in cultuursteden als Berlijn, Wenen en Kopenhagen. In 1932 was ze nog te horen in Drammen. Later wendde ze zich tot liederenprogramma’s en gaf veelvuldig les.
Enkele concerten:
- 18 januari 1905: debuut tijdens een concert voor en met Gustav Lange (Langes 25-jarig jubileum) met Eyvind Alnæs en Rolf Brandt-Rantzau
- 9 maart 1905: Koor onder leiding van Iver Holter met medewerking van onder meer Agnes Hansen en Eyvind Alnæs in enkele liederen voor dameskoor van Christian Sinding
- 10 december 1908: Ceciliakoor onder leiding van Thorvald Lammers
- 21 januari 1911: Nationaltheatret met het theaterorkest onder leiding van Johan Halvorsen
- 13 oktober 1915: Vor Freisers kirke met organist Huus Hansen
- november 1919: ze zong liederen van Alnæs en Edvard Grieg
- 15 november 1923: Harmonien te Bergen: een opera-avond samen met Sigrid Bakke onder leiding van dirigent Harald Heide met slotscène uit Götterdämmerung.